# Louis R. Desmarais
Pour les articles homonymes, voir Desmarais.
Louis R. Desmarais B. comm, C.A. (16 février 1923 à Sudbury, Ontario - 25 mars 2017) est un comptable agréé et ancien député fédéral du Québec.

## Biographie
Il commence sa carrière politique en devenant contrôleur et maire. En février 1968, il devient président des Entreprises de transports provincial limitée. Il est adjoint de 1963 à 1965 de l'ancienne ville de Sudbury.
En novembre 1970, il est président de la Canadian Steampship lines dont le gérant général à Québec est André Poliquin.
Il devint député libéral de la circonscription de Dollard lors des élections de 1979 qui l'opposa au progressiste-conservateur Richard Holden. Réélu en 1980, il fut défaît par le progressiste-conservateur Gerry Weiner lors des élections de 1984. Durant sa carrière parlementaire, il fut secrétaire parlementaire du ministre du Travail et du ministre d'État au Sport de 1980 à 1981.
Il est le frère du sénateur Jean Noël Desmarais et de l'homme d'affaires Paul Desmarais.